# Elseya novaeguineae
Elseya novaeguineae е вид влечуго от семейство Chelidae.

## Разпространение
Видът е разпространен в Индонезия и Папуа Нова Гвинея.